# Échenilleur térat
Lalage nigra
Espèce
Statut de conservation UICN

 LC  : Préoccupation mineure
L'Échenilleur térat (Lalage nigra) est une espèce d’oiseau passereau de la famille des Campephagidae.
Cet oiseau est répandu à travers l'Insulinde.